# Prêmio Física de Alta Energia e Partículas
O Prêmio Física de Alta Energia e Partículas (em inglês:  High Energy and Particle Physics Prize), concedido pela European Physical Society (EPS), foi estabelecido em 1989, sendo concedido a cada dois anos na International Europhysics Conferences on High Energy Physics.

## Recipientes
- 1989 Georges Charpak pelo desenvolvimento de detectores (entre outros a câmara proporcional multifios câmaras multifios)
- 1991 Nicola Cabibbo por contribuições para a teoria da interação fraca, que levou ao conceito de sabor quark
- 1993 Martinus J. G. Veltman pelo papel das massivas teorias de Yang-Mills na interação fraca
- 1995 Paul Söding, Bjørn Wiik, Günter Wolf e Sau Lan Wu pelas primeiras indicações de eventos 3-jet em colisões elétron-posítron no Petra do DESY
- 1997 Robert Brout, François Englert e Peter Higgs pela formulação inicial de uma teoria auto-consistente de bósons vetoriais massivamente carregados, que formaram a base da teoria unificada de interações eletrofracas de partículas elementares
- 1999 Gerardus 't Hooft por trabalhos pioneiros sobre a renormalização de teorias de calibração não abelianas, incluindo os seus aspectos não-perturbativos
- 2001 Donald Hill Perkins por suas contribuições excepcionais para a física de neutrinos e pela utilização de neutrinos para investigar a estrutura quark de núcleos
- 2003 David Gross, Hugh David Politzer e Frank Wilczek por contribuições fundamentais para a cromodinâmica quântica e a descoberta da liberdade assintótica
- 2005 Heinrich Wahl por seu papel de liderança em experimentos com violação CP e a colaboração NA31, que mostrou pela primeira vez violação CP direta decaimento neutral de káons
- 2007 Makoto Kobayashi e Toshihide Masukawa pela proposta de um mecanismo confirmado experimentalmente com sucesso da violação CP no modelo padrão, que previu também uma terceira família quark
- 2009 Colaboração Gargamela no CERN para a observação do Z-Boson
- 2011 Sheldon Lee Glashow, John Iliopoulos e Luciano Maiani por contribuições significativas sobre o conceito de sabor no modelo padrão
- 2013 Michel Della Negra, Peter Jenni e Tejinder Virdee bem como as colaborações Atlas e CMS no Grande Colisor de Hádrons para o descobrimento dos bósons de Higgs
- 2015 James Bjorken por sua predição do comportamento de escala na estrutura do próton, o que levou a uma nova compreensão da interação forte; e Guido Altarelli, Yuri Dokshitzer, Lev Lipatov e Giorgio Parisi pelo desenvolvimento de uma teoria de campo probabilístico para a dinâmica de quarks e glúons, o que permitiu uma análise quantitativa das colisões de alta energia envolvendo hádrons[1]
- 2017 Erik H. M. Heijne, Robert Klanner, Gerhard Lutz
- 2019 Detector de colisões do Fermilab e Experimento DØ
- 2021 Torbjörn Sjöstrand, Bryan Webber